# فوزجايفكا
فوززهايفكا (بالروسية: Возжаевка) هي مدينة في مقاطعة أمور أوبلاست في روسيا. يبلغ عدد سكانها حوالي 7017 نسمة.